# Nezávislí demokraté
Nezávislí demokraté (zkratka NEZ/DEM) byla česká pravicová nacionalistická politická strana založená v květnu 2005 Janou Volfovou a Vladimírem Železným. Vladimír Železný byl po celou dobu existence strany jejím předsedou.

## Historie
Od 24. ledna 2006 do 27. dubna 2007 byl údaj o předsedovi součástí názvu strany, ta se jmenovala NEZÁVISLÍ DEMOKRATÉ (předseda V. Železný), do 8. března 2006 bylo oficiálně p ve slově předseda velké. 6. prosince 2005 se strana spojila se Stranou za životní jistoty.
Od 6. února 2015 má strana pozastavenou činnost.

## Volební výsledky

### Poslanecká sněmovna
| Volby | Počet hlasů | %    | Počet mandátů |
| ----- | ----------- | ---- | ------------- |
| 2006  | 36 708      | 0.68 | 0             |